# Људи с репом
„Људи с репом” је југословенски кратки филм из 1976. године. Режирао га је Владимир Тадеј који је написао и сценарио.

## Улоге
| Глумац        | Улога |
| ------------- | ----- |
| Душан Булајић |       |
| Борис Фестини |       |
| Никола Симић  |       |